# Perak Tengah

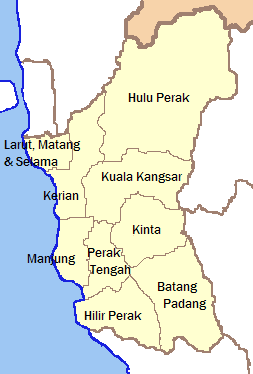
Perak Tengahs läge i delstaten Perak.

Perak Tengah är ett distrikt i delstaten Perak, Malaysia. Distriktet har 101 128 invånare (2010).